# Noordoostpolder
De Noordoostpolder (uitspraakⓘ) is een polder, gemeente en landstreek in de Nederlandse provincie Flevoland. De gemeente telt 50.050 inwoners (1 januari 2024, bron: CBS) op een landoppervlakte van 460,05 km², waarmee het qua landoppervlakte een van de grootste gemeenten van Nederland is. Met een wateroppervlak (voornamelijk IJsselmeer) van 135,36 km² komt de totale oppervlakte op 595,41 km². De grootste plaats van de gemeente is Emmeloord, waar ook het gemeentehuis staat.
De in 1942 drooggevallen polder behoort voor het overgrote deel bij de gelijknamige gemeente in de provincie Flevoland. Verder maakt het voormalige eiland en thans gemeente Urk (inclusief een later aangekocht aangrenzend deel van de polder) deel uit van de polder, net als een deel van de Overijsselse gemeente Steenwijkerland. Ook is een klein gedeelte van de polder bij het Friese Lemmer gevoegd ten behoeve van de bouw van de woonwijk Lemstervaart.

## Geschiedenis
| Gemeentegrenzen Wijkgrenzen Buurtgrenzen Autosnelweg Secundaire weg Spoorweg |  |  | ██ Geselecteerde gemeente ██ Bebouwd gebied ██ Bos of park ██ Binnenwater, rivier of kanaal |

Topografische gemeentekaart van de gemeente Noordoostpolder, september 2023

Noordoostpolder en omgeving

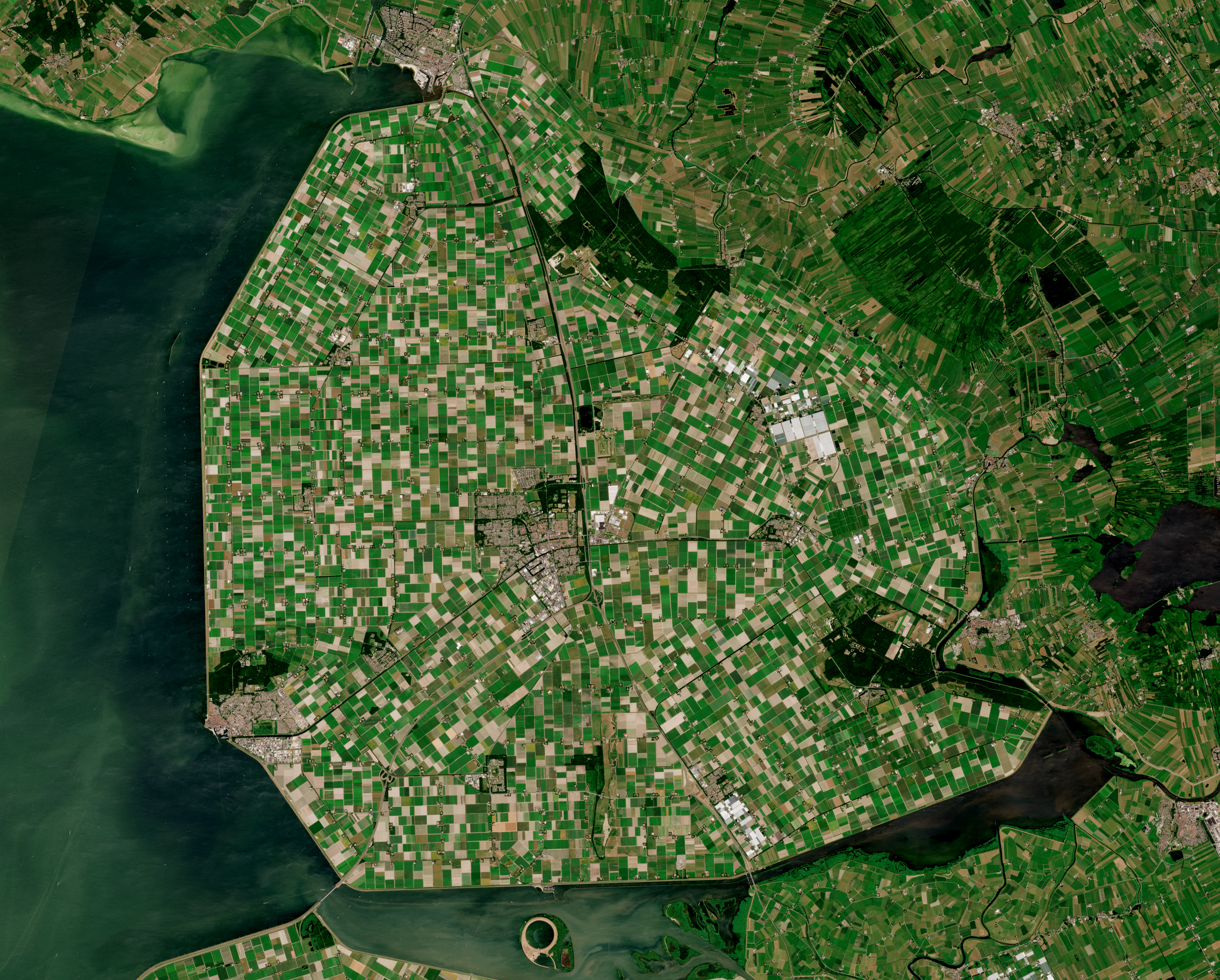
Satellietfoto van de Noordoostpolder

Door het aannemen van de Zuiderzeewet in 1918 werd besloten tot de aanleg en inpoldering van de Zuiderzee- / IJsselmeerpolders, het "plan Lely". Om ervaring op te doen met inpolderen en het in cultuur brengen van gronden met een hoog zoutgehalte, werd eerst de Proefpolder Andijk aangelegd. Met de ervaringen die zijn opgedaan in deze proefpolder is de ontwikkeling van de Wieringermeer versneld. Omdat de Wieringermeer in de Zuiderzee was aangelegd, nog voor de Afsluitdijk werd gesloten, was de Noordoostpolder strikt genomen de eerste IJsselmeerpolder. Aanvankelijk was het de bedoeling om eerst de Markerwaard aan te leggen, maar door de slechte economische omstandigheden van de jaren dertig werd, na aanvankelijk te hebben gesproken over het afbreken van verdere droogmakerij, besloten om naar de andere kant van het IJsselmeer te gaan. Daar zou het waarschijnlijk makkelijker zijn om aspirant-boeren te vinden. Het achterliggende gebied was immers veel groter. Bovendien was de Noordoostelijke Polder, wat toen nog een dossiernaam was, veel kleiner en dus ook goedkoper in aanleg.
Op 2 februari 1936 werd met de voorbereidende werkzaamheden begonnen, en in 1937 werd de aanleg van in totaal 31,5 kilometer dijk aanbesteed. Op 3 oktober 1939 werd de dijk tussen Lemmer en Urk gesloten. Urk was voortaan geen eiland meer. Op 13 december 1940 werd de dijk aan de zuidkant van de polder nabij Schokkerhaven gesloten, de totale dijklengte was nu 54 km. Op 13 januari 1941 kon het droogmalen beginnen toen het gemaal bij Lemmer in gebruik kwam en later zijn er twee bijgekomen. Er zijn drie hoofdgemalen: Buma, Smeenge en Vissering. De polder viel officieel droog op 9 september 1942. Nu was ook Schokland niet langer een eiland, dit lag voortaan midden in de polder. Doordat de zeebodem tegen de Overijsselse kant sterk opliep, kon daar al in 1941 een eerste oogst (rogge) worden binnengehaald. Ook tijdens de bezettingsperiode (1940-1945) ging het werk aan de ontginning gewoon door, aangezien de aanwinst van extra landbouwgrond (met voedselopbrengsen) ook voor de bezetters een belangrijk doel was.
De kersverse polder werd al snel een toevluchtsoord voor onderduikers, omdat de arbeiders waren vrijgesteld van de Arbeitseinsatz. Van de afkorting NOP (voor de Noordoostpolder) werd in die tijd gezegd dat die ook stond voor "Nederlands Onderduikersparadijs". In totaal zouden er circa twintigduizend personen ondergedoken zijn geweest gedurende deze oorlogsjaren. In november 1944 werden bij een grote razzia ongeveer 1.800 pioniers en onderduikers opgepakt en via Vollenhove naar Meppel afgevoerd. De toenmalige landdrost Smeding heeft nog ongeveer de helft daarvan weten terug te halen, om zo de graanoogst nog te kunnen dorsen. Er zijn zeker twee wegen in de polder terug te vinden die aan de onderduikers herinneren: de Onderduikersweg en het Onderduikerspad, in Espel/Creil.
Het verkavelingsplan werd in 1939 vastgesteld, dwars door de polder werden drie stervormige, op Urk, Lemmer en de Voorst gerichte, hoofdkanalen gepland (Urkervaart , Lemstervaart en Zwolse Vaart). Voorts waren er de assen Lemmer - Ramspol en van Urk naar Vollenhove en Blokzijl. Bij het kruispunt van kanalen zou de hoofdplaats Emmeloord verrijzen. Aanvankelijk waren er voorts nog vijf dorpen voorzien, later werden dit er tien.
Reeds in de Tweede Wereldoorlog werd begonnen met de bouw van boerderijen, in eerste instantie dezelfde typen als in de Wieringermeer. Deze staan voornamelijk aan de oostkant van de polder, meestal aan het begin van een weg. Omdat ze gebruikt werden om de polder in cultuur te brengen, heten deze boerderijen Cultuurboerderijen. Na de Tweede Wereldoorlog waren stenen en metselaars schaars; men maakte toen voor het eerst gebruik van prefab betonelementen. In 1947 begon de uitgifte van grond. De nieuwe boeren werden streng geselecteerd. Ze kwamen voornamelijk uit Friesland, Noord-Holland, en Zeeland (onder andere uit Walcheren dat in oktober 1944 door de geallieerden onder water was gezet). Na de watersnood van 1953 kwamen er nog veel boeren van Schouwen-Duiveland, Tholen en Zuid-Beveland over.
Bij de inrichting van de polder ging men uit van één centrale plaats (Emmeloord), en stervormige verbindingswegen naar tien kleinere dorpen. Deze vorm van inrichting is gedeeltelijk gebaseerd op de centrale-plaatsentheorie van de Duitse econoom en geograaf Christaller die deze in 1933 beschreef. Bij het ontwerp van de Noordoostpolder ging men nog uit van kernen op fietsafstand, maar de opkomst van eerst de bromfiets en later de auto maakte deze planning tijdens de uitvoering al achterhaald. In Oostelijk Flevoland, drooggevallen in 1957, kon men daarom van een indeling op grotere schaal (kernen op auto-afstand) uitgaan, waardoor een aantal geplande dorpen werd geschrapt.
De A6 tussen Lelystad en Joure en de N50 tussen Emmeloord en Kampen vormen de voornaamste verbindingswegen.
Voor de nieuwe polder waren verschillende namen in omloop; zo werd in 1944 de naam Urkerland officieel vastgelegd, net als de namen van de dorpen. In de oorlogstijd werden overigens ook wel Schokkerwaard, Urkerwaard en Nieuw Schokland genoemd als alternatieve naam voor de polder. In 1948 werd Noordoostpolder de officiële naam. Vanaf de instelling van de gemeente Noordoostpolder in 1962 tot de vorming van de provincie Flevoland in 1986, hoorde de polder bij de provincie Overijssel. Voor die tijd viel het gebied bestuurlijk onder het Rijk.
Op 1 november 2008 kreeg de Noordoostpolder er een dorp bij en het had daarmee het nieuwste dorp van Nederland: Schokland. Het voormalige eiland scheidde zich daarmee af van de kernen Ens en Nagele. Een nieuw ijkpunt in de geschiedenis van het voormalige eiland dat bijna in zee was verdwenen. Schokland bestaat uit niet meer dan vier huishoudens, een museum, een restaurant en de woning van de lichtwachter.
Op 1 januari 2019 werd de gemeente Urk aan de noord- en zuidkant uitgebreid met delen van de gemeente Noordoostpolder om het uitbreiden van het Urkerbos ten noorden en de aanleg van een bedrijventerrein ten zuiden van de plaats mogelijk te maken. Hierbij omvat Urk nu meer grondgebied dan alleen het oorspronkelijke eiland. Aangezien hierbij maar een klein aantal inwoners betrokken was werd Noordoostpolder niet betrokken in de gemeentelijke herindelingsverkiezingen van 2018.

## Archeologie
Al spoedig na het droogvallen van de polder werden op vele plekken archeologische resten gevonden. Vooral van veel scheepswrakken van schepen die sinds de 14e eeuw in dit gebied zijn vergaan. In Flevoland zijn zeker 435 scheepswrakken tevoorschijn gekomen, waarvan 195 in de Noordoostpolder. Via de wateren waar de latere polders zijn aangelegd was er eeuwenlang druk scheepvaartverkeer. Met name in de omgeving van Kuinre zijn veel wrakken gevonden. Nabij Kuinre werden ook resten van de Kuinderburcht gevonden uit de 12e tot 16e eeuw.
Maar ook allerlei materialen werden gevonden waarvan gedacht werd dat zij tot scheepsladingen behoorden. Recenter onderzoek heeft echter opgeleverd dat veel botten, bakstenen en aardewerk afkomstig zijn van vroegere nederzettingen die door de zee zijn verzwolgen. In een promotie-onderzoek van archeoloog Yftinus van Popta van de Rijksuniversiteit Groningen uit 2020 bleek dat restanten van de vroegere dorpen Marcnesse, Nagele, Fenehuysen I en Fenehuysen II (Veenhuizen) zijn teruggevonden. Er was al langer een vermoeden van het bestaan, maar de precieze locaties zijn inmiddels bekend geworden. De ouderdom gaat waarschijnlijk terug tot de periode tussen 1000 en 1300.

## Herkomst van plaatsnamen in de gemeente
- Bant is genoemd naar het dorpje Bantega, dat vroeger in Lemsterland lag en door het water van de toenmalige Zuiderzee verzwolgen is. In Lemsterland heeft men na de Tweede Wereldoorlog de naam Bantega gegeven aan een voormalig onderdeel van het dorp Echten.
- Creil is vernoemd naar een zandbank in de voormalige Zuiderzee bij Stavoren en naar het legendarische Kreilerwoud dat hier gelegen zou hebben.[14]
- Emmeloord ontleent zijn naam aan het dorpje op de noordpunt van het voormalige eiland Schokland in de Zuiderzee. Het dorpje heette vroeger (1478) Emelwerth. Eem, het eerste deel van Emel-, komt van het Germaanse ami, een algemene aanduiding voor een natuurlijk waterverloop. Werth betekent terp. Vanaf 1650 zien we echter dat de naam omgezet is naar Emeloirt. Oirt (door de i achter de o wordt het uitgesproken als oort) betekent punt, net als in Dinteloord en IJoort (later IJdoorn). De overgang van werth naar oort heeft waarschijnlijk te maken met de afbrokkeling van het eiland Schokland. Daardoor was Emelwerth steeds minder een terp (heuvel in het land) maar kwam steeds meer op de punt (oirt) van het eiland te liggen.
- Ens is op dezelfde manier als Emmeloord aan zijn naam gekomen. Het is genoemd naar het zuidelijke deel van het eiland Schokland. De woonkernen Middelbuurt en Zuidert vormden samen Ens, dat in 1859, met het gehele eiland Schokland, werd ontruimd, toen het wonen daar te gevaarlijk werd.
- Espel was ook de naam van een dorp, dat ooit ten noorden van Urk lag. Dit verdwenen dorp komt in de historie ook onder de namen Espelbergh en Espelo voor.
- Kraggenburg heeft zijn naam ontleend aan de vroegere vluchthaven aan de uitmonding van het Zwolse Diep, die nu als Oud Kraggenburg bekendstaat. De lichtwachterswoning, het eindpunt van een lange leidam, is na de inpoldering niet afgebroken en staat thans in het nieuwe land.
- Luttelgeest werd genoemd naar een plaatsje dat eenmaal bij Kuinre lag.
- Marknesse is genoemd naar Marcnesse of Marenesse, een dorp dat volgens de kronieken eenmaal in de buurt van Urk en Schokland heeft gelegen.
- Nagele is een naam, die toen de Noordoostpolder ontstond, nog niet verdwenen was. Oude Zuiderzeevissers beweerden wel, dat ze hun netten scheurden aan de restanten van de plaats Nagele (op oude kaarten voorkomend onder de namen Naghele en Nakala) die eenmaal tussen Urk en Schokland lag. Bijgelovige zeelui hoorden er bij stormweer zelfs de klokken van de door de zee verwoeste toren luiden.
- Rutten is afgeleid van Ruthne, een dorp dat in de 14e eeuw nog ten noorden van Urk moet hebben gelegen.
- Tollebeek verwijst naar een oud landgoed van de Heren van Kuinre; "In den tijde 1364 was Tollebeke een landgoeth nevens de sijtack van de rivier Nagel, dwelc den Heeren van Kuinre behoord…". Dit is dan ook de reden, dat alle straatnamen in Tollebeek verwijzen naar de jacht.

## Plaatsen en dorpen in de gemeente
De gemeente Noordoostpolder heeft twaalf plaatsen, waarvan Emmeloord verreweg de grootste is en Schokland veruit de kleinste. Emmeloord is ook veel sterker gegroeid dan volgens de oorspronkelijke plannen verwacht en is inmiddels 2,5 keer zo groot als aanvankelijk gepland (25.000 i.p.v. 10.000 inwoners). In de jaren '80 hadden zeven nieuw gestichte dorpen nog niet de helft van het geprojecteerde inwonertal bereikt, waardoor deze kernen weinig levensvatbaar leken te worden, maar anno 2017 waren ook deze alle aanzienlijk gegroeid. Deze situatie is ook in 2023 bestendig. 
Na Emmeloord en Marknesse zijn nu ook de kernen Ens, Tollebeek en Luttelgeest de oorspronkelijke streefnorm gepasseerd; Nagele zit er dicht tegenaan. Vooral opvallend was de groei van Tollebeek, een van de twee jongste kernen, tussen Urk en Emmeloord gelegen. Nadien lijkt deze sterke groei vrijwel tot stilstand gekomen. Per 1 januari 2020 telde het dorp 2.460 inwoners.
Bij de kleinste dorpen is tussen 1985 en 2017 het inwoneraantal wel verdubbeld, maar zij hadden nog toen steeds minder dan 1.500 inwoners. Op Kraggenburg na zijn zij sindsdien (2023) alle deze grens gepasseerd. (Schokland is verwaarloosbaar.)
Aantal inwoners per woonkern (met stichtingsjaar per dorp), bij planning geprojecteerd, per 1 januari 1985, op 1 januari 2023 en op 1 januari 2024:
| naam        | stichtingsjaar | plan   | 1985   | 2023   | 2024   |
| ----------- | -------------- | ------ | ------ | ------ | ------ |
| Emmeloord   | 1943           | 10.000 | 18.976 | 26.470 | 26.910 |
| Marknesse   | 1946           | 2.000  | 2.194  | 3.800  | 3.995  |
| Ens         | 1948           | 2.000  | 1.618  | 3.160  | 3.390  |
| Tollebeek   | 1956           | 2.000  | 579    | 2.495  | 2.550  |
| Luttelgeest | 1950           | 2.000  | 666    | 2.200  | 2.540  |
| Nagele      | 1954           | 2.000  | 1.014  | 1.965  | 1.995  |
| Rutten      | 1952           | 2.000  | 620    | 1.660  | 1.715  |
| Creil       | 1953           | 2.000  | 687    | 1.730  | 1.795  |
| Kraggenburg | 1948           | 2.000  | 655    | 1.470  | 1.555  |
| Espel       | 1956           | 2.000  | 714    | 1.575  | 1.680  |
| Bant        | 1951           | 2.000  | 651    | 1.515  | 1.600  |
| Schokland   | n.v.t.         | 0      | 0      | 5      | 5      |
| totaal      |                | 30.000 | 28.374 | 48.048 | 49.729 |

## Aangrenzende gemeenten
| Aangrenzende gemeenten | Aangrenzende gemeenten | Aangrenzende gemeenten | Aangrenzende gemeenten | Aangrenzende gemeenten |
| ---------------------- | ---------------------- | ---------------------- | ---------------------- | ---------------------- |
|                        |                        | De Friese Meren (Fr)   |                        |                        |
|                        |                        |                        |                        |                        |
| Urk                    | Steenwijkerland (O)    |                        |                        |                        |
|                        |                        |                        |                        |                        |
|                        |                        | Dronten                | Kampen (O)             | Zwartewaterland (O)    |

## Bezienswaardigheden
- Voormalig eiland Schokland (Werelderfgoed)
- De moderne architectuur van het dorp Nagele en het museum Nagele
- De Poldertoren
- Het Kuinderbos
- De Casteleynsplas met recreatiegebied Wellerwaard
- Het Waterloopbos
- De Orchideeënhoeve in Luttelgeest

De Noordoostpolder maakte midden jaren negentig kans op opname op de UNESCO-Werelderfgoedlijst omdat de polder een uniek voorbeeld is van uitgevoerde blauwdrukplanning van een droogmakerij uit de twintigste eeuw. De lokale politiek verzette zich hier echter tegen omdat men bang was dat een beschermde status de economische ontwikkeling in de weg zou staan. Schokland is sinds 1995 wel Werelderfgoed.

## Monumenten en beeldende kunst
In de gemeente bevindt zich een aantal gemeentelijke, rijks- en oorlogsmonumenten en andere kunstwerken in de openbare ruimte, zie:
- Lijst van gemeentelijke monumenten in Noordoostpolder
- Lijst van rijksmonumenten in de Noordoostpolder
- Lijst van oorlogsmonumenten in de Noordoostpolder
- Lijst van beelden in Noordoostpolder

## Economie
De Noordoostpolder is hoofdzakelijk een agrarische gemeente met veel akkerbouw. Aan de westkust van de polder is een groot windpark Windpark Noordoostpolder aangelegd.

## Verkeer en vervoer
De Noordoostpolder wordt doorkruist door een autosnelweg en een autoweg: A6 (Muiderberg - Emmeloord - Joure) en N50 (Eindhoven - Arnhem - Zwolle - Emmeloord). De beide wegen sluiten op elkaar aan op knooppunt Emmeloord.
In de Noordoostpolder liggen geen spoorlijnen, er zijn busverbindingen van EBS met lijndiensten naar onder andere Kampen, Lelystad en Steenwijk.

## Politiek

### Gemeenteraad
De gemeenteraad van de Noordoostpolder bestaat uit 29 zetels. Hieronder staat de samenstelling van de gemeenteraad sinds 1994:
| Partij                        | 1994 | 1998 | 2002 | 2006 | 2010 | 2014 | 2018 | 2022 |
| ----------------------------- | ---- | ---- | ---- | ---- | ---- | ---- | ---- | ---- |
| Politieke Unie                | 3    | 2    | 7    | 3    | 3    | 3    | 4    | 6    |
| ChristenUnie-SGP*             | 3    | 3    | 3    | 5    | 4    | 5    | 5    | 6    |
| CDA                           | 7    | 10   | 8    | 8    | 7    | 7    | 6    | 5    |
| ONS Noordoostpolder           | -    | -    | -    | 3    | 3    | 3    | 3    | 4    |
| VVD                           | 4    | 5    | 3    | 4    | 5    | 3    | 4    | 3    |
| PvdA                          | 4    | 5    | -    | -    | 3    | -    | 2    | 2    |
| GroenLinks                    | 1    | 1    | -    | -    | 1    | -    | 2    | 2    |
| D66                           | 3    | 1    | 1    | -    | 2    | 2    | 1    | 1    |
| SP                            | -    | -    | -    | -    | -    | 3    | 2    | -    |
| Partij van Vrije Poldermensen | -    | -    | -    | -    | 1    | 1    | -    | -    |
| GroenLinks-PvdA               | -    | -    | 5    | 6    | -    | 2    | -    | -    |
| Totaal                        | 25   | 27   | 27   | 29   | 29   | 29   | 29   | 29   |

- De ChristenUnie werd in 1994 en 1998 vertegenwoordigd door haar voorgangers het GPV en de RPF.

Raadsgriffier:
- Robert Wassink

### College van B&W
De coalitie bestaat in de raadsperiode 2022-2026 uit Politieke Unie, ONS, VVD en PvdA. Het college van burgemeester en wethouders bestaat naast de burgemeester en de gemeentesecretaris uit elk een wethouder van de coalitiepartijen.
| College van burgemeester en wethouders | College van burgemeester en wethouders | College van burgemeester en wethouders |
| -------------------------------------- | -------------------------------------- | --- |
| Burgemeester                           | Roger de Groot (CDA)                   | - Algemene, ambtelijke en bestuurlijke aangelegenheden - Openbare orde en veiligheid - AZC - UNESCO siteholderschap - Public affairs & (Inter)regionale betrekkingen (waaronder lobby Lelylijn, N50) - Gebiedsmarketing - Overheidsparticipatie - IGW - Project Dienstverlening |
| Wethouders                             | Toon van Steen (Politieke Unie)        | - Bouwen en wonen - Volkshuisvestingsbeleid - Ruimtelijke Ordening - Vernieuwing wijken en dorpen - Stads- en dorpsvernieuwing - Herinrichting/inbreiding - Grondbeleid & grondexploitaties - Grondexploitaties - Kavelverkoop/grondaankoop - Stadshart Emmeloord - Programma Omgevingswet - Project Dokter Jansenpark - Cultuur & erfgoed (inclusief cultuurhuisvesting en Schokland) - Kunst, cultuur en bibliotheek - Erfgoed - Dorpen: Marknesse, Kraggenburg, Luttelgeest |
| Wethouders                             | Sacha Werkman (ONS)                    | - Financiën - Deelnemingen/Aandeelhouderschap - Financiën - WMO en volksgezondheid - Toegang sociaal domein - Welzijn - Toezicht & handhaving - Voorzien in Vastgoed - Project Zorgplein - Wijken Emmeloord |
| Wethouders                             | Linda Verduin (VVD)                    | - Economie en bedrijvigheid - Markten - Recreatie en toerisme - Onderwijs - Onderwijstaken, volwasseneducatie en onderwijshuisvesting - Kinderopvang en peuteropvang - Participatiewet - Re-integratiebeleid - Uitstroombevordering - Sociale werkvoorziening - Jeugdzorg - Jeugdzorgbeleid - Jeugdzorg - Taalbeleid - Project Waterloopbos/MITC/RDW - Project VO Campus - Project Grip op het sociaal domein - Dorpen: Bant, Creil, Rutten, Espel                             |
| Wethouders                             | René van Amersfoort (PvdA)             | - Sport & bewegen - Bevorderen sport en bewegen - Energie, duurzaamheid, milieu en afval - Duurzaamheid/milieu - Energietransitie - Afvalinzameling - Mobiliteit & infrastructuur - Infrastructuur (wegen) - Bereikbaarheid en mobiliteit (inclusief Openbaar Vervoer) - Beheer en onderhoud openbare ruimte - Openbare ruimte en Groen(beheer) - Armoedebeleid - Inburgering en minderhedenbeleid - Project Bosbad - Dorpen: Nagele, Ens, Tollebeek                           |
| Gemeentesecretaris                     | Eelke de Vries                         | - Gemeentesecretaris / Algemeen directeur |

## Gemeentelijke organisatie
De gemeentelijke bestuursdienst is ingericht volgens het zogenaamde "directie-model". De bestuursdienst is opgebouwd uit diverse eenheden met daaronder clusters. Het organogram is te vinden via www.noordoostpolder.nl. Noordoostpolder is een zogenaamde Millennium Gemeente.

## Media in de Noordoostpolder
Kranten
- De Noordoostpolder (lokale krant op woensdag)
- De Stentor/Dagblad Flevoland (regionaal dagblad)
- FlevoPost (voormalig,[22] regionale krant op woensdag)

Radio
- Omroep Flevoland
- Radio Noordoostpolder
- Waterstad FM

Televisie
- Omroep Flevoland